# 埼玉県道279号両神小鹿野線
埼玉県道279号両神小鹿野線（さいたまけんどう279ごう りょうかみおがのせん）は、埼玉県秩父郡小鹿野町内に設定されている都道府県道である。
県道37号線と合流し、小鹿野町中心部へ至る赤平川上流の住民にとって重要な生活道路である。

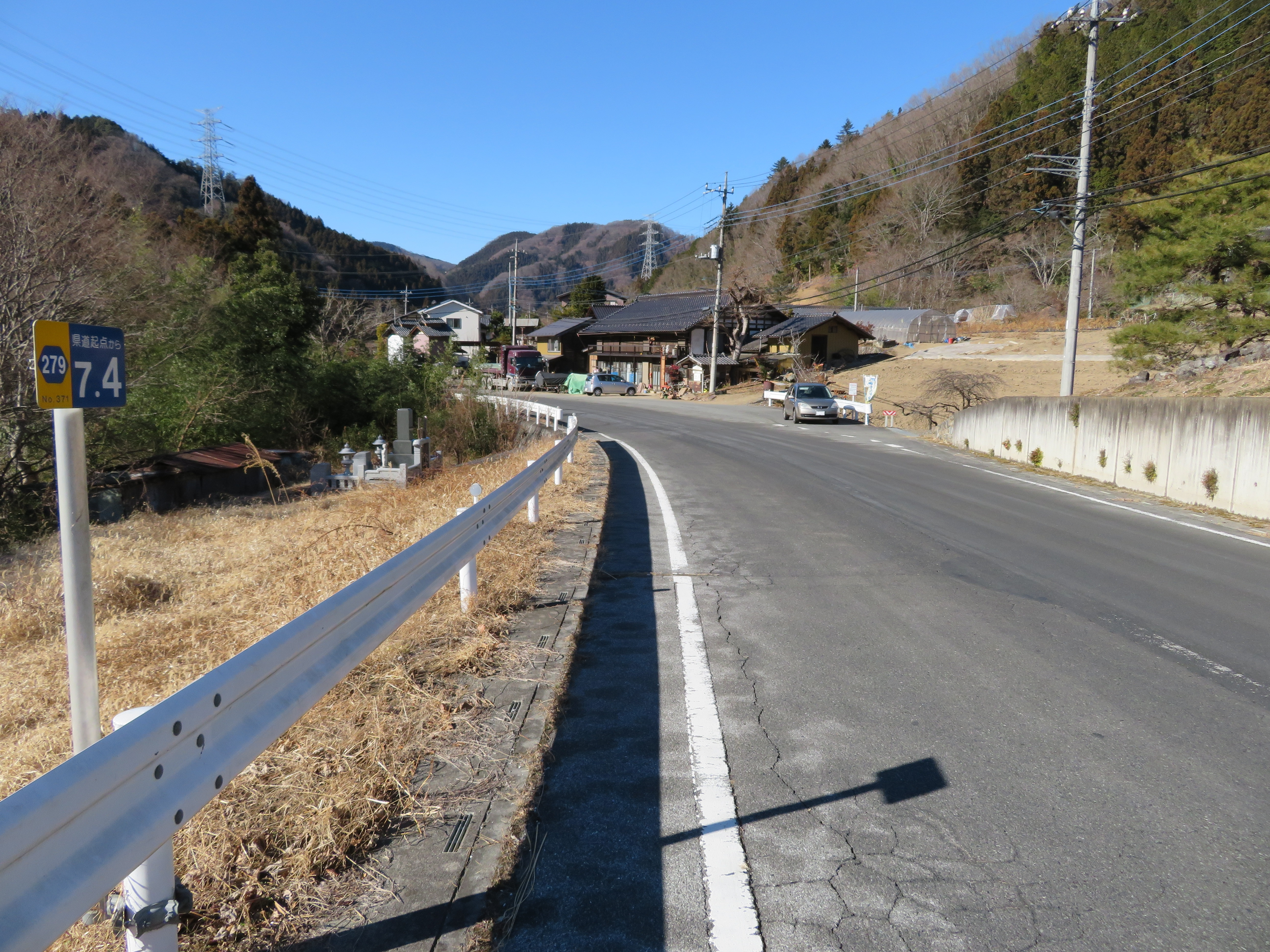
小鹿野町両神薄付近

## 路線概要
- 起点：埼玉県秩父郡小鹿野町両神薄
- 終点：埼玉県秩父郡小鹿野町（国道299号交点）
- 総距離：10,771m

## 通過する自治体
- 埼玉県
  - 秩父郡小鹿野町

## 接続・交差する道路
- 埼玉県道37号皆野両神荒川線

## 沿線
起点近くには両神山表参道と渓流観光釣り場や両神神社、5キロ程のところに両神薄ダリア園等と観光資源も豊富にある。